# Buvattnet (Forshälla socken, Bohuslän)
Buvattnet är en sjö i Uddevalla kommun i Bohuslän och ingår i Bäveåns huvudavrinningsområde. Sjön är 21 meter djup, har en yta på 0,322 kvadratkilometer och är belägen 83,6 meter över havet.

## Delavrinningsområde
Buvattnet ingår i det delavrinningsområde (646412-127964) som SMHI kallar för Inloppet i Öresjö. Medelhöjden är 121 meter över havet och ytan är 22,52 kvadratkilometer. Det finns inga avrinningsområden uppströms utan avrinningsområdet är högsta punkten. Avrinningsområdets utflöde Bäveån (Risån) mynnar i havet. Avrinningsområdet består mestadels av skog (79 procent). Avrinningsområdet har 1,41 kvadratkilometer vattenytor vilket ger det en sjöprocent på 6,3 procent.